# Jean-François Millet
Jean-François Millet (Gréville-Hague, 4 ottobre 1814 – Barbizon, 20 gennaio 1875) è stato un pittore francese, considerato uno dei maggiori esponenti del Realismo.

## Biografia
Jean-François Millet nacque il 4 ottobre 1814 a Gréville-Hague, in Normandia, primogenito di Jean-Louis-Nicolas e Aimée-Henriette-Adélaïde Henry Millet, entrambi contadini. Millet iniziò la sua precoce ma irregolare formazione su iniziativa dei genitori, che lo affidarono ad alcuni precettori privati, per poi proseguire gli studi a Cherbourg, dove giunse nel 1833 a studiare pittura sotto la guida del ritrattista Paul Dumouchel, senza per questo trascurare di aiutare la famiglia nel duro lavoro dei campi. Nel 1835 passò a Lucien-Théophile Langlois, un emulo di Antoine-Jean Gros, e nel 1837, grazie a una borsa di studio, si trasferì a Parigi per frequentare l'École des Beaux-Arts sotto la direzione del pittore Paul Delaroche. Fu nella capitale francese che Millet esordì, senza gloria, al Salon del 1839.

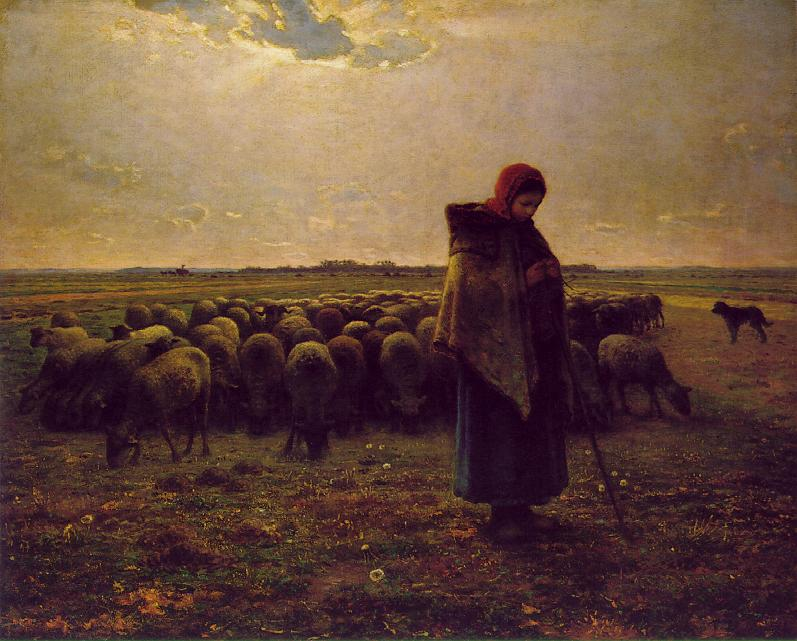
Jean-François Millet, Pastorella con il suo gregge, 1864, olio su tela, 81×101 cm, Museo d'Orsay, Parigi

Tornato a Cherbourg, nell'inverno 1840-1841 vi incontrò Pauline-Virginie Ono, fanciulla della quale si invaghì perdutamente e che fu la sua prima moglie; purtroppo morì precocemente, tre anni dopo le nozze, lasciando l'artista sopraffatto dal dolore. Millet decise inizialmente di dedicarsi alla ritrattistica, genere che nella piccola Cherbourg riusciva a fruttargli qualche commissione, per poi adattarsi pur di vivere a una mediocre produzione di dipinti a soggetto mitologico.
Fu nel 1846-47 che Millet strinse amicizia con Constant Troyon, Narcisse Diaz, Charles Jacque e Théodore Rousseau, artisti che formeranno il primo nucleo della scuola di Barbizon. Fu grazie a questi incontri che Millet iniziò a dedicarsi alla vita contadina, il tema più vicino alla sua sensibilità artistica. Nel 1848 iniziò a riscuotere i primi successi al Salon, che ospiterà le sue tele sino al 1865: tra le sue tele più acclamate vi fu Il seminatore (1850), tela che, pur venendo aspramente criticata dalle firme più conservatrici, riscosse i plausi dei repubblicani e dei critici di sinistra.
Sotto l'influsso dei Barbizonniers, nel giugno 1849 Millet decise di trasferirsi definitivamente a Barbizon, sfruttando una piccola somma stanziatagli dallo Stato. L'artista sarebbe rimasto in questo paesino per il resto della sua vita, allontanandosene raramente in occasioni di due viaggi a Cherbourg (1854, 1870) e a Vichy (1866, 1868). Fu proprio qui, tra l'altro, che licenziò le sue opere più celebri, come L'Angelus e Le spigolatrici, consolidando gradualmente la sua fama e arrivando persino a essere insignito del Cavalierato della Legion d'onore.
Morì sessantenne a Barbizon il 20 gennaio 1875.

## Temi

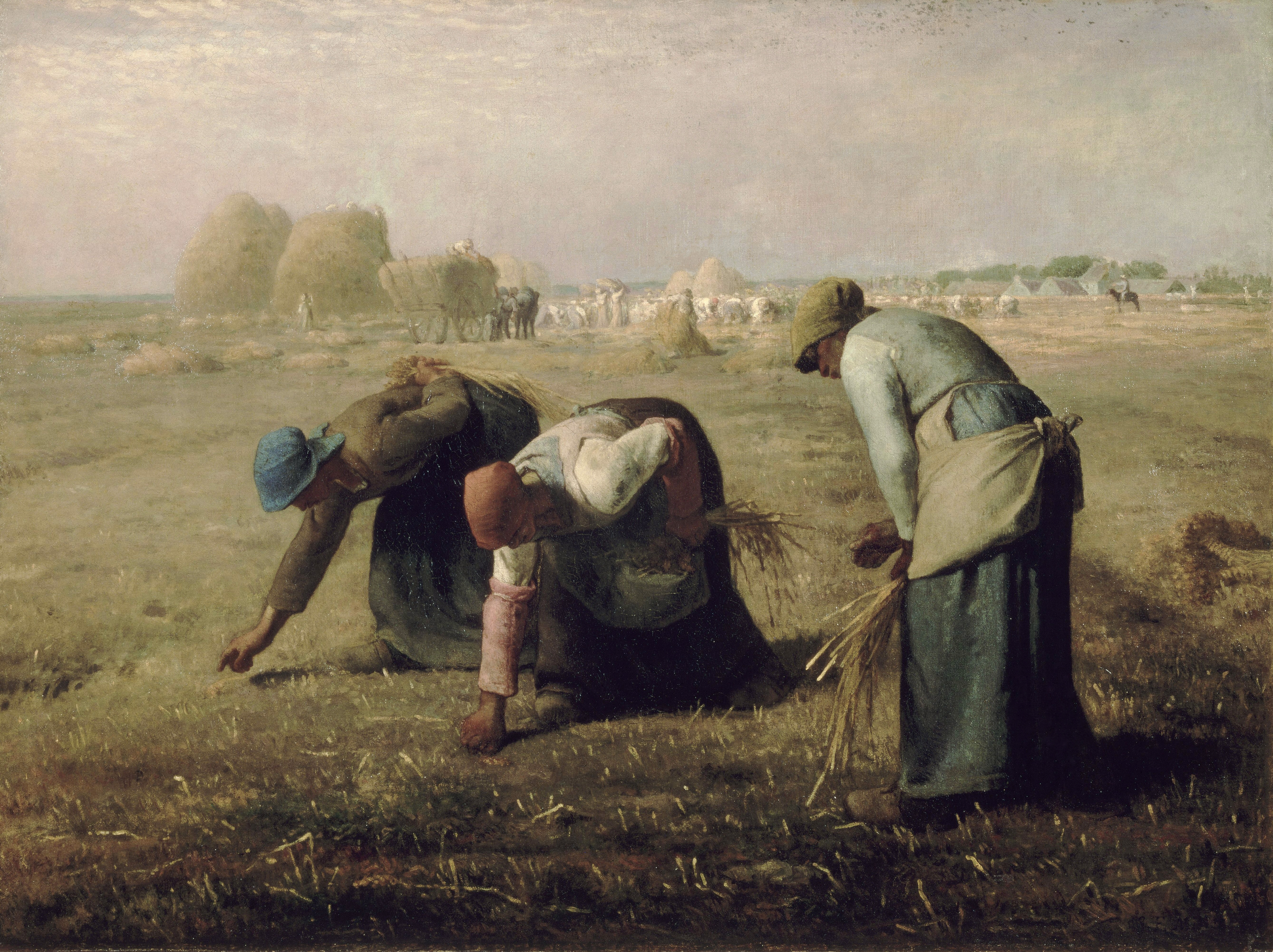
Jean-François Millet
Le spigolatrici (1857)
olio su tela, 83,5 × 110 cm
Museo d'Orsay

Dopo gli esordi, indirizzati alla produzione di ritratti e di dipinti a soggetto storico-mitologico ed erotico-galante, Millet si orientò definitivamente verso la fonte più vera e sentita della sua ispirazione artistica: la vita agreste. I suoi quadri, in tal senso, furono rivoluzionari, poiché egli conferì ai suoi contadini una solennità e una dignità quasi eroica che verranno interpretati, in un clima segnato dalle lotte di classe, come un forte segno di emancipazione. Ispirandosi a un quadro millettiano Victor Hugo nel 1866 avrebbe celebrato «il gesto augusto del seminatore», e lo stesso Millet era consapevole della forza eroica dei suoi contadini, tanto che nel febbraio del 1851 scrisse:
Attuando una vera e propria «epopea dei campi», Millet fu in grado di raccontare la vita dei contadini con vivissima vicinanza affettiva, analizzando la loro semplice e faticosa quotidianità nei campi in tutte le sue fasi e in ogni momento della giornata, dall'alba al tramonto.

## Stile

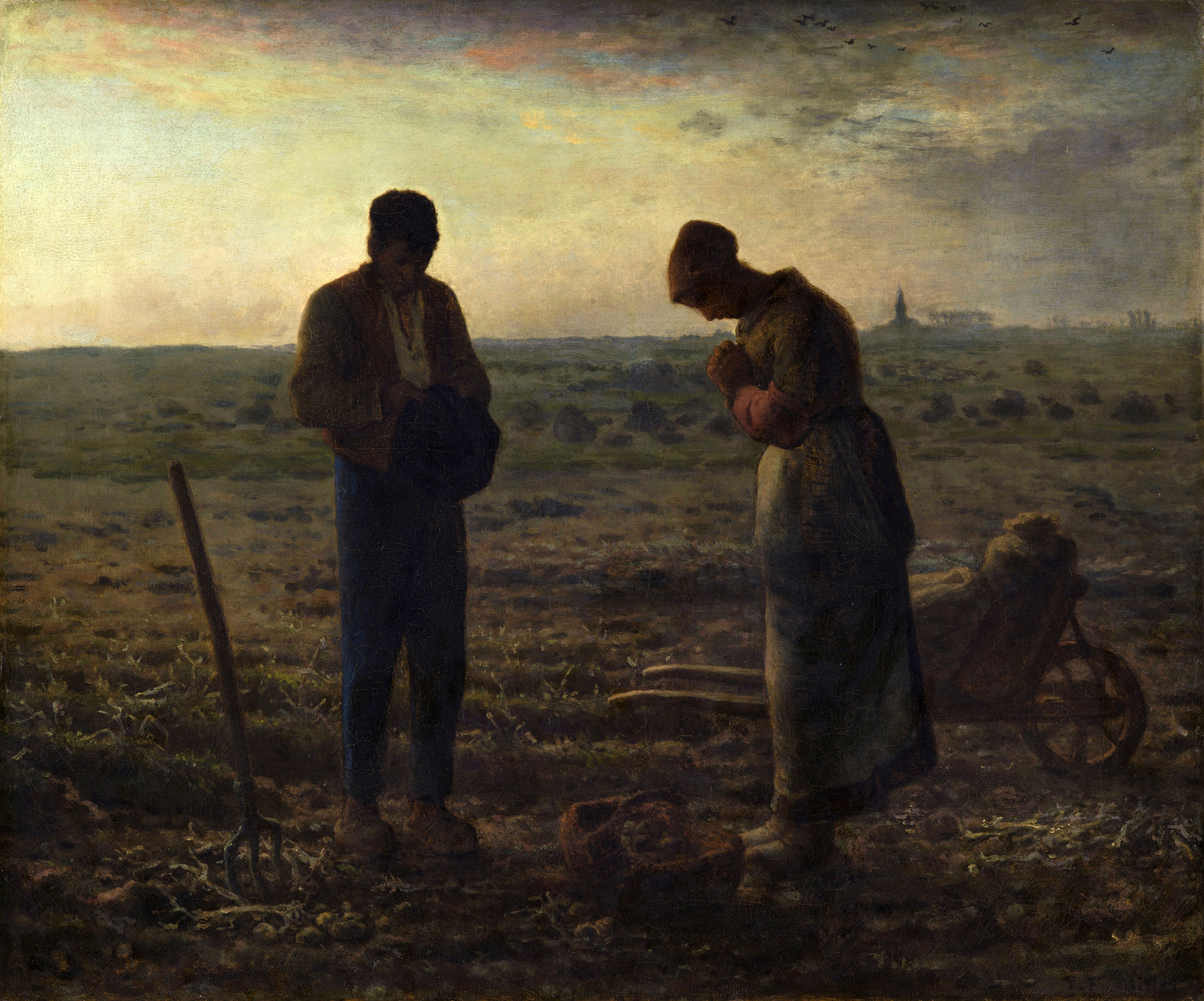
Jean-François Millet
L'Angelus (1858-59)
olio su tela, 55×66 cm
Museo d'Orsay, Parigi

Dal punto di vista stilistico Millet fu assai sensibile all'offensiva realista di Gustave Courbet, dal quale prese ispirazione nel realizzare quadri diretti e privi di abbellimenti e dipingervi soggetti sino ad allora considerati triviali ed indegni di rappresentazione pittorica (in questo caso il lavoro quotidiano dei contadini). 
A differenza degli altri pittori realisti, tuttavia, Millet non utilizzò i suoi dipinti come strumento di denuncia sociale e, anzi, spesso li ricolmò con intensi coinvolgimenti lirici e sentimentali: questo fu uno degli aspetti più criticati dagli altri artisti e critici, come Cézanne, che paragonava i dipinti di Millet ad una «vecchia ghiandola lacrimale».
Malgrado ciò, le opere millettiane si distinguono per l'essenzialità geometrica delle forme, la regolarità e armonia delle composizioni, il meditato equilibrio tra le luci e le ombre e per il bilanciamento tra macchie e tonalismi dei colori: sono tutte caratteristiche che rivelano un'impostazione classica, oltre che una ponderata riflessione compiuta sugli archetipi rinascimentali. Le figure umane presentano un corpo modellato con energica plasticità e hanno atteggiamenti ben definiti: al contrario, i dettagli del dipinto non sono analiticamente descritti, bensì sono appena accennati e fissati nella loro essenzialità.
Le pitture di Millet ebbero vastissima eco e furono in molti a subire il suo influsso: speciale menzione meritano Pissarro, Seurat, Gauguin, Segantini, Knight e, soprattutto, Van Gogh.

## L'uomoMillet

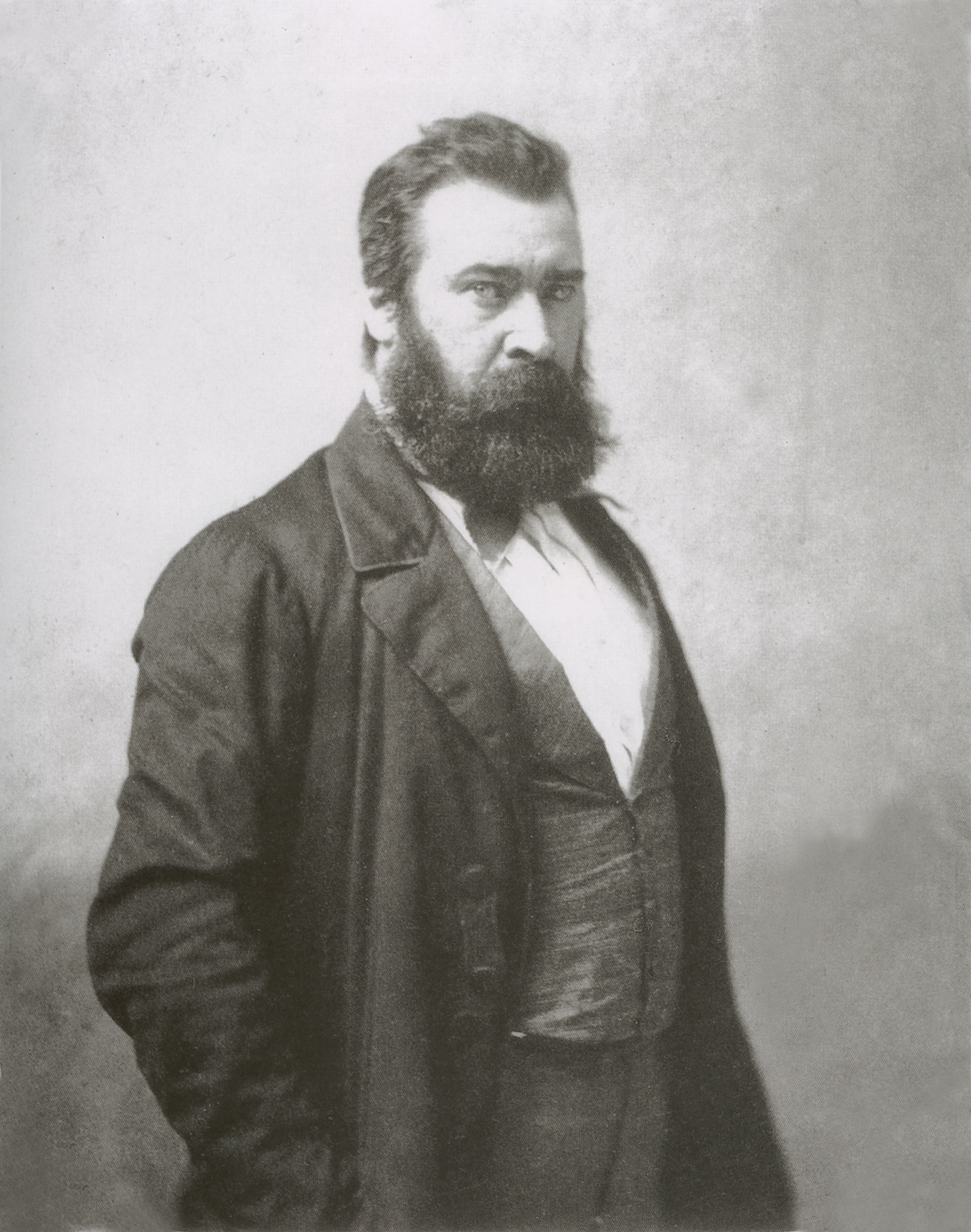
Nadar
Ritratto di Jean-François Millet (1854-1860)
fotografia, 24,4x18 cm
Museo d'Orsay

Il francese Nadar, noto fotografo e vignettista, nel corso della sua carriera ci ha lasciato diversi ritratti caratteriali di Jean-François Millet. In una caricatura pubblicata il 24 luglio 1852 su Le journal pour rire, infatti, Nadar sceglie di ritrarre Millet nelle vesti di un artista-contadino, con addosso un paio di zoccoli e una vanga, una pala e una tavolozza di colori in mano. Il disegno era accompagnato da un testo garbato ma beffardo:
Millet, tuttavia, era un uomo dalla doppia matrice caratteriale. Se quand'egli era a Barbizon sembrava un uomo semplice, desideroso di sembrare simile ai contadini ritratti nei suoi dipinti, lo stesso non si può dire quando soggiornava a Parigi, dove tutto a un tratto diveniva ansioso di trasmettere un'immagine di sé contegnosa e rispettabile. Nella fotografia che Nadar scattò a Millet negli anni 1850, infatti, il pittore veste un abito alla moda e adotta un portamento fiero, imponente e robusto, e sembra quasi una persona severa. Questa foto, d'altronde, collima perfettamente con il ritratto fisiognomico offertoci dagli amici di Millet, che del loro compagno dissero:

## Opere principali
- Andando al lavoro, olio su tela, 1850, Glasgow Art Gallery di Glasgow;
- Portrait de Pauline Ono (1841), museo Thomas-Henry, Cherbourg-Octeville
- Intérieur de cuisine Normande (1842), museo di belle arti di Châlons-en-Champagne
- Femme nue couchée (1844), museo d'Orsay, Parigi
- Portrait de Charles-André Langevin (1845), olio su tela, museo d'arte moderna André Malraux, Le Havre
- Bildnis des ehem. Schweizer Konsuls Friedrich Wanner in Le Havre (1845), Kunstmuseum Bern
- Baigneuse au bord de l'eau (c. 1846 / 1847), olio su legno, museo di belle arti di Digione
- Un vanneur (1848), National Gallery, Londra
- Le Repos des faneurs (1849), museo d'Orsay, Parigi
- Le Semeur (1851), olio su tela, museo di belle arti di Boston
- Le Départ pour le Travail (1851), olio su tela, collezione privata
- Notre-Dame de Lorette (v. 1851), olio su tela, museo di belle arti di Digione
- La Récolte des pommes de terre (1855), Walters Art Museum, Baltimora
- La Précaution maternelle (1855-1857), museo del Louvre, Parigi
- Hameau Cousin à Gréville (1855-1874), museo di belle arti di Reims
- Les Glaneuses (1857), museo d'Orsay, Parigi
- La Charité (1858), museo Thomas-Henry, Cherbourg-Octeville
- La Petite Bergère (1858), museo d'Orsay, Parigi
- L'Angélus (1859), museo d'Orsay, Parigi
- La Becquée (1860), palazzo di belle arti di Lilla[7]
- La Mort et le Bûcheron (1859)
- L'Homme à la houe (1860-1862)
- L'Hiver aux Corbeaux (1862), Österreichische Galerie, Vienna
- Les Planteurs de pommes de terre (1862), museo di belle arti di Boston
- Bergère avec son troupeau (1863-1864), museo d'Orsay, Parigi
- La Méridienne (1866), museo di belle arti di Boston
- Le Printemps (1868-1873), museo d'Orsay, Parigi[8]
- La Leçon de tricot (1869), Saint Louis Art Museum, Missouri
- Meules, Automne (1868-1874), Metropolitan Museum of Art, New York
- L'Église de Gréville (1871-1874), museo d'Orsay, Parigi
- Le Bouquet de marguerites (1871-1874), museo d'Orsay, Parigi
- Chasse des oiseaux avec les feux (1874), Philadelphia Museum of Art
- Le Retour du troupeau, museo d'Orsay, Parigi